# Tuan Ibrahim
Tuan Ibrahim bin Tuan Man (jawi : توان إبراهيم بن توان من), né le 27 août 1960 à Kampung Batu Balai (ms) (Malaisie), est un homme politique malaisien, ministre de l'Environnement et de l'Eau de 2020 à 2022.

## Formation
Il est titulaire d'un master en prédication (dakwah) et leadership de l'université nationale de Malaisie (en), obtenu en 1995. Son mémoire de master traite du tourisme islamique avec une étude de cas sur l'île Tioman. Il met notamment en exergue les avantages du tourisme islamique pour les lieux et les populations concernés ainsi que son lien avec l'éthique musulmane (en).

## Carrière

### Carrière professionnelle
Il enseigne au lycée Clifford (en) de Kuala Lipis (en) et donne des cours magistraux sur les différents campus de l'universiti Teknologi MARA pendant 14 ans.  
Par ailleurs, il officie un temps comme conseiller au centre chargé de collecter l'aumône obligatoire (zakat) dans l'État de Pahang et figure régulièrement dans le panel du Forum des Affaires islamiques diffusé sur TV1. 

### Carrière politique
Lors des élections législatives de 2022, il conserve son siège de député fédéral dans le Kelantan et est élu député fédéré dans le Pahang pour la première fois depuis 23 ans. Après s'être opposé à un accord proposé par la section locale du Barisan Nasional pour cogouverner l'État, il est élu chef de l'opposition à l'Assemblée de Pahang,.

#### Ministre de l'Environnement et de l'Eau (2020-2022)
Le 18 juillet 2020, 110 conteneurs comportant un total de 1 864 tonnes de poussière de four à arc électrique sont retrouvés à l'abandon (depuis au moins un mois) dans le port de Tanjung Pelepas. Il s'agit de la plus grosse quantité de déchets dangereux découverte en Malaisie depuis que le pays est signataire de la convention de Bâle (1993). Tuan Ibrahim annonce le renvoi de cette cargaison (censée transiter vers l'Indonésie) dans son pays d'origine, à savoir la Roumanie. 

## Controverses
Le 7 avril 2021, le portail d'informations The Malaysian Insight titre Malaysia bukan negara terkesan impak perubahan iklim, kata menteri (« La Malaisie n'est pas un pays affecté par l'impact du changement climatique, a déclaré le ministre »), suscitant une polémique à l'endroit de Tuan Ibrahim, qui est rapidement accusé de climatoscepticisme. Il s'en défend, déclarant que le titre de l'article est trompeur et qu'il a simplement voulu dire que la Malaisie n'était pas conviée au Sommet des dirigeants sur le climat (en) car elle n'est pas considérée comme faisant partie des pays les plus vulnérables aux impacts du changement climatique.

## Distinctions
- Pahang :
  -  Grand chevalier de l'ordre du Sultan Ahmad Shah de Pahang (en) (SSAP) - Dato' Sri - 2020
  -  Chevalier compagnon de l'ordre de la Couronne de Pahang (en) (DIMP) - Dato' - 1998
- Kelantan :
  -  Chevalier grand commandeur l'ordre de l'Âme de la couronne de Kelantan (nl) (SJMK) - Dato' - 2022[9]